# 綜合用途建築物

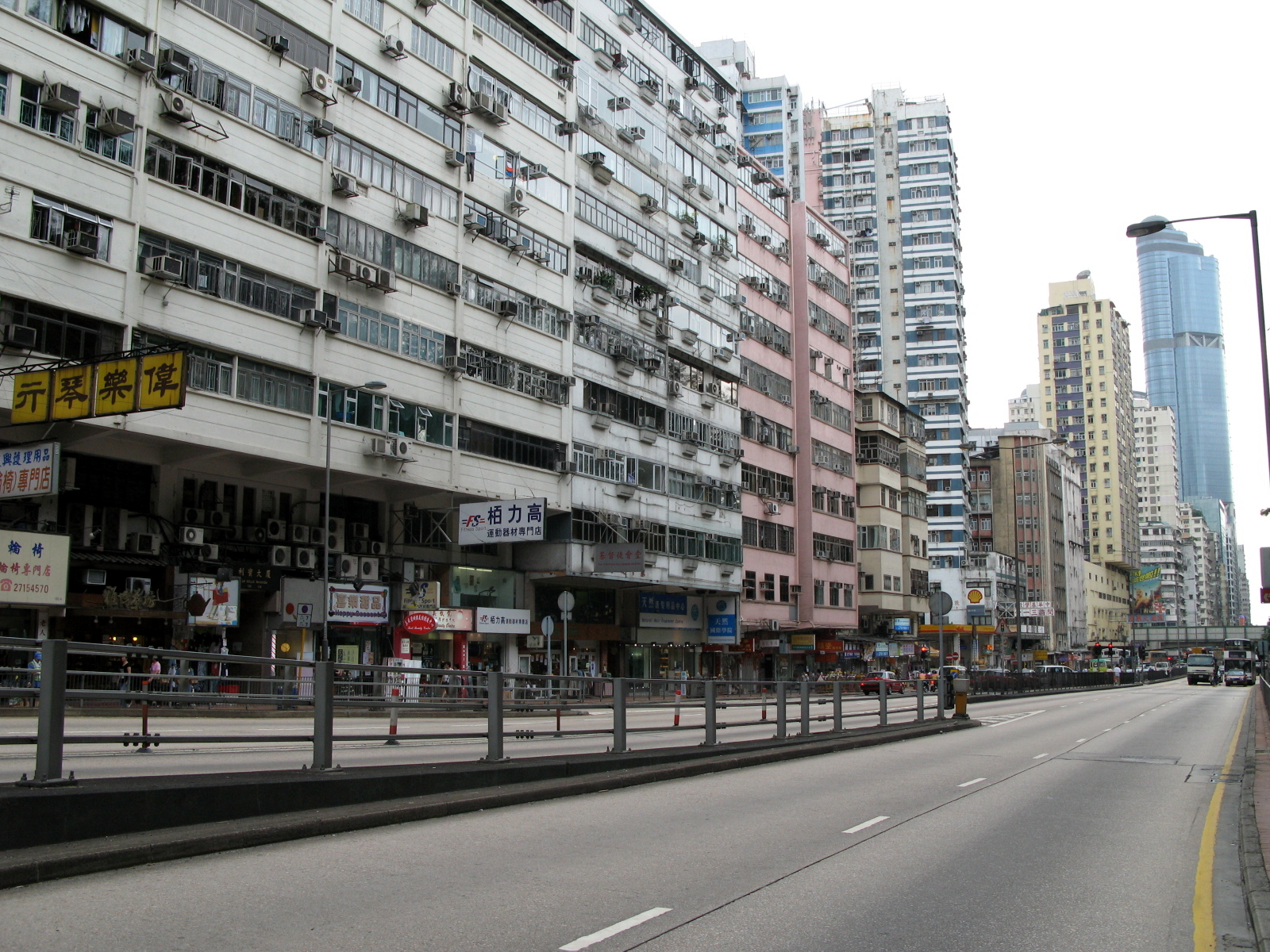
亞皆老街旁的商住樓宇

綜合用途建築物，是香港1950年代至1960年代一種盛行的樓宇種類，通常會商住工業並用。

## 歷史

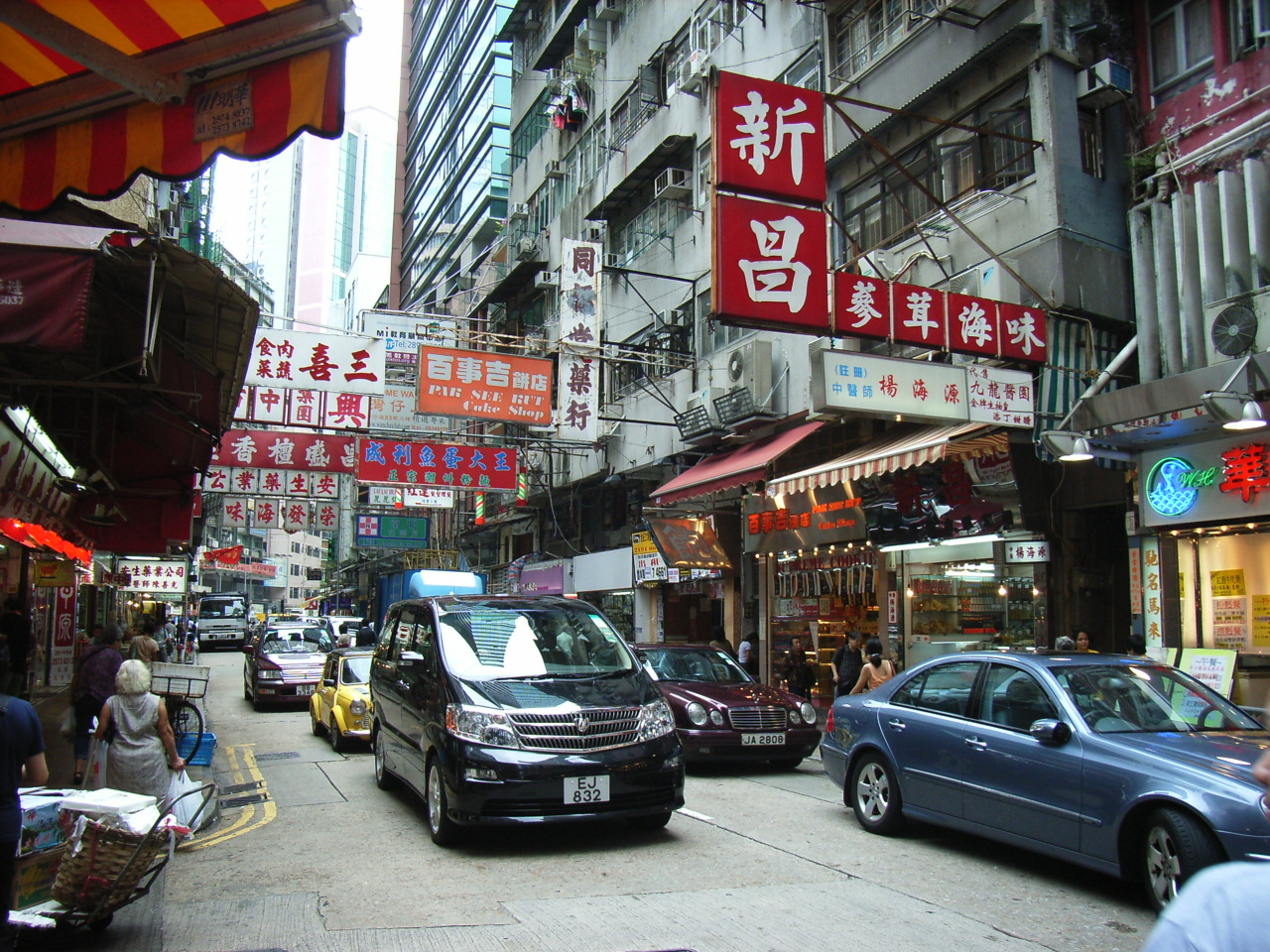
灣仔道商住樓宇的地舖

「綜合用途建築物」這名稱可追溯到香港《建築物條例》1950年代用來形容結合住宅、商業或甚至輕工業用途的樓宇。
綜合用途建築物在香港的1950至1960年代特別蓬勃，有三個主要原因：
1. 1949年中華人民共和國成立，香港的資本主義提供了平台予資本家在香港發展工業；
2. 1950年代初中華人民共和國受到貿易制裁，港英政府決定把香港的經濟模式由轉口港轉型製造業[1]；
3. 綜合用途建築物能滿足突然急增的住宅和工業的物業需求，而且還在初期階段，所以當時數量有增無減[2]。

## 建築規格

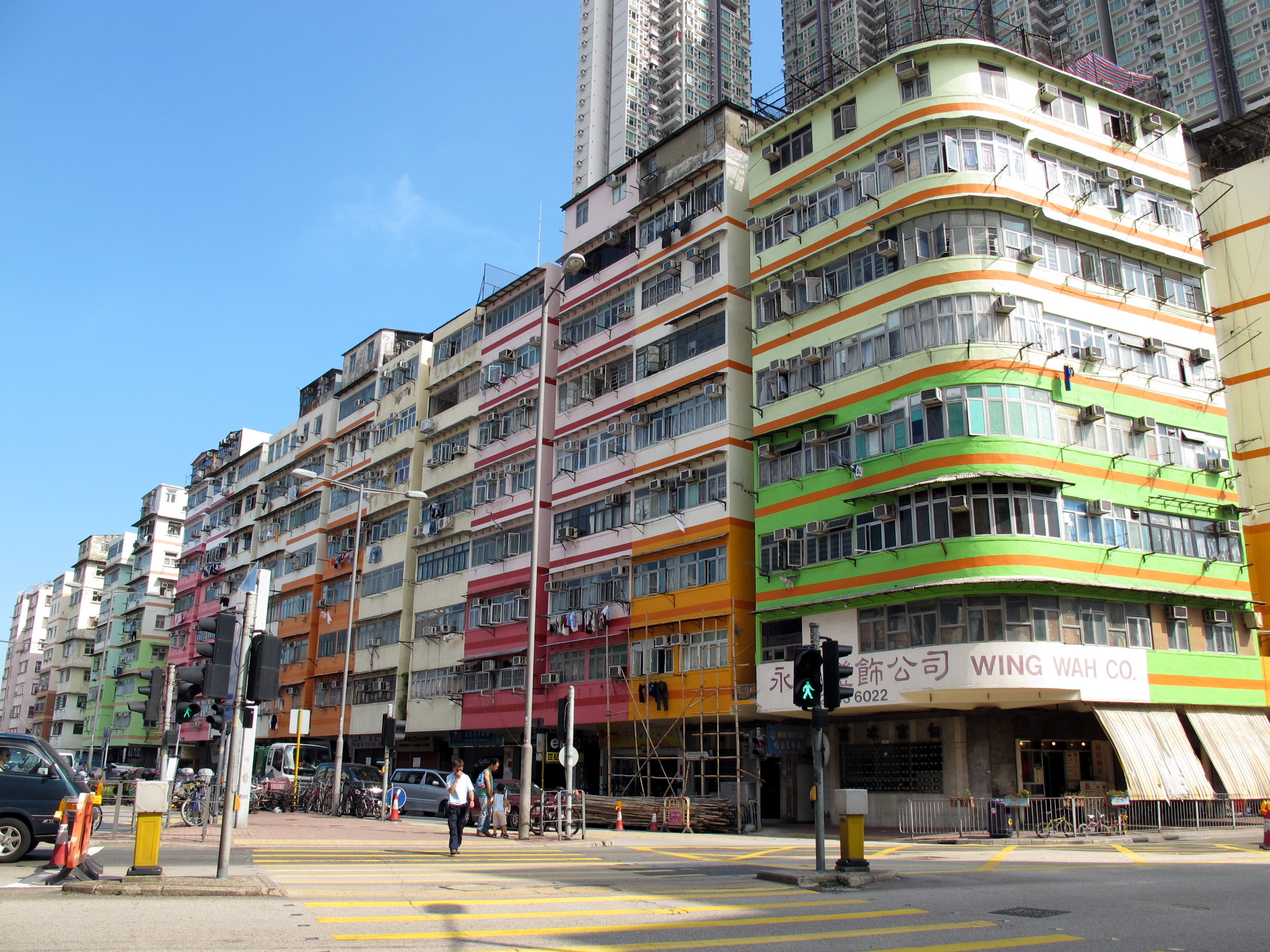
馬頭角十三街的舊樓群，因為鄰近啟德機場而只有約7至8層高

- 香港《建築物條例》定義「綜合用途建築物」為「部分是供居住而建」及「部分是為居住以外用途而建」的建築物[3]；
- 高度等於10層或以上的的建築物需同時加裝升降机，因此當時興建的綜合用途建築物通常會以此為限以減低成本[4]；
- 因為當時啟德機場飛機升降的緣故，九龍半島的各種建築物在高度上亦有限制[5]。

## 建築特色
- 位於街道交界之間的建築會以圓角設計；
- 一樓以上各層加建懸臂式露臺至行人路邊緣[6]；

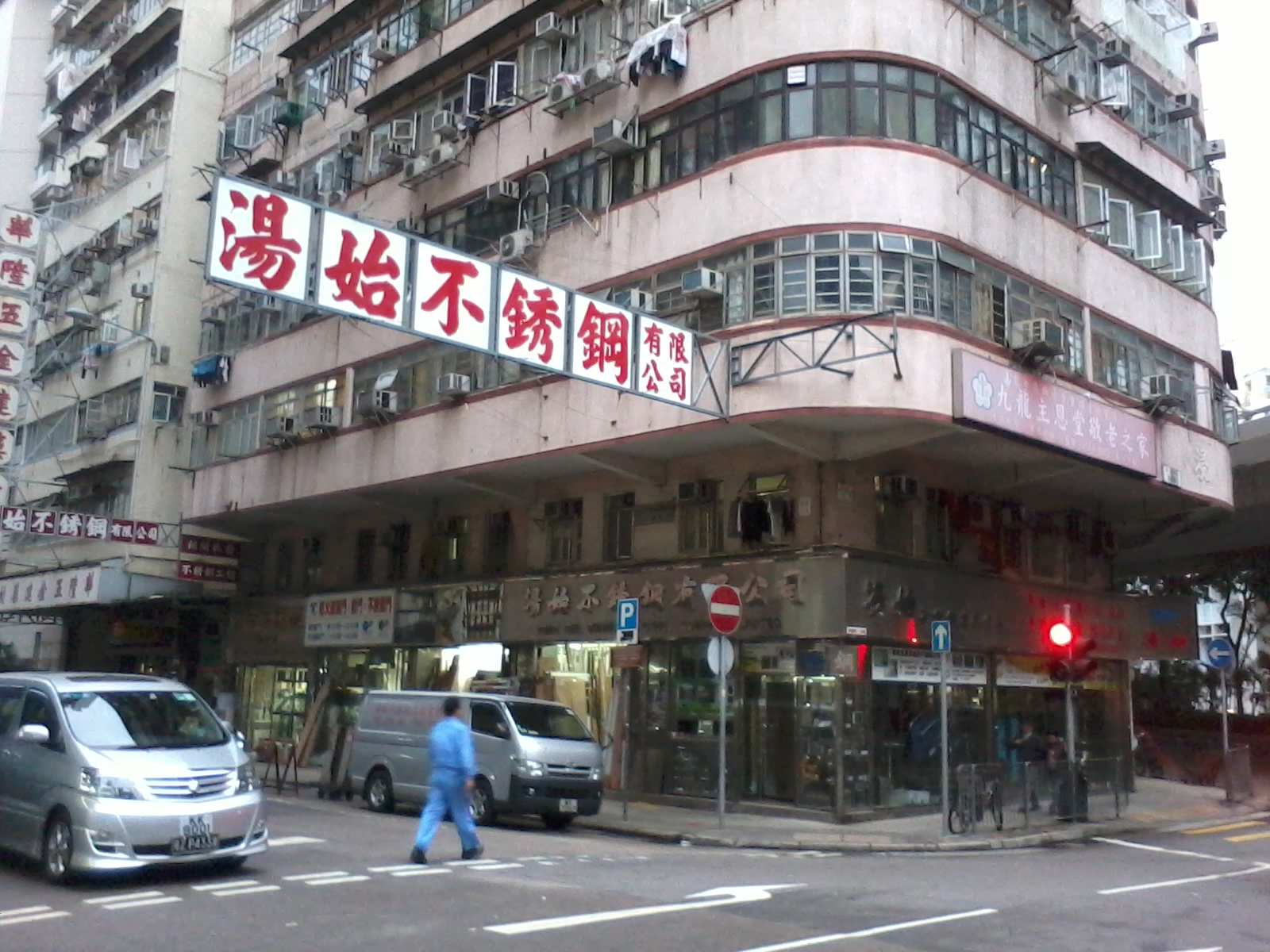
以圓角設計的街角樓

- 窗戶裏或上下層之間寫有店舖的名稱或掛上招牌；
- 建築風格融入現代主義／國際風格／包浩斯元素[7]；
- 和舊式唐樓一樣沿用「下舖上居」方式（衍生出如樓梯舖）；
- 「推鋼窗」，即用窗戶把加建的露臺圍封，然後用作自住或租借[8]。

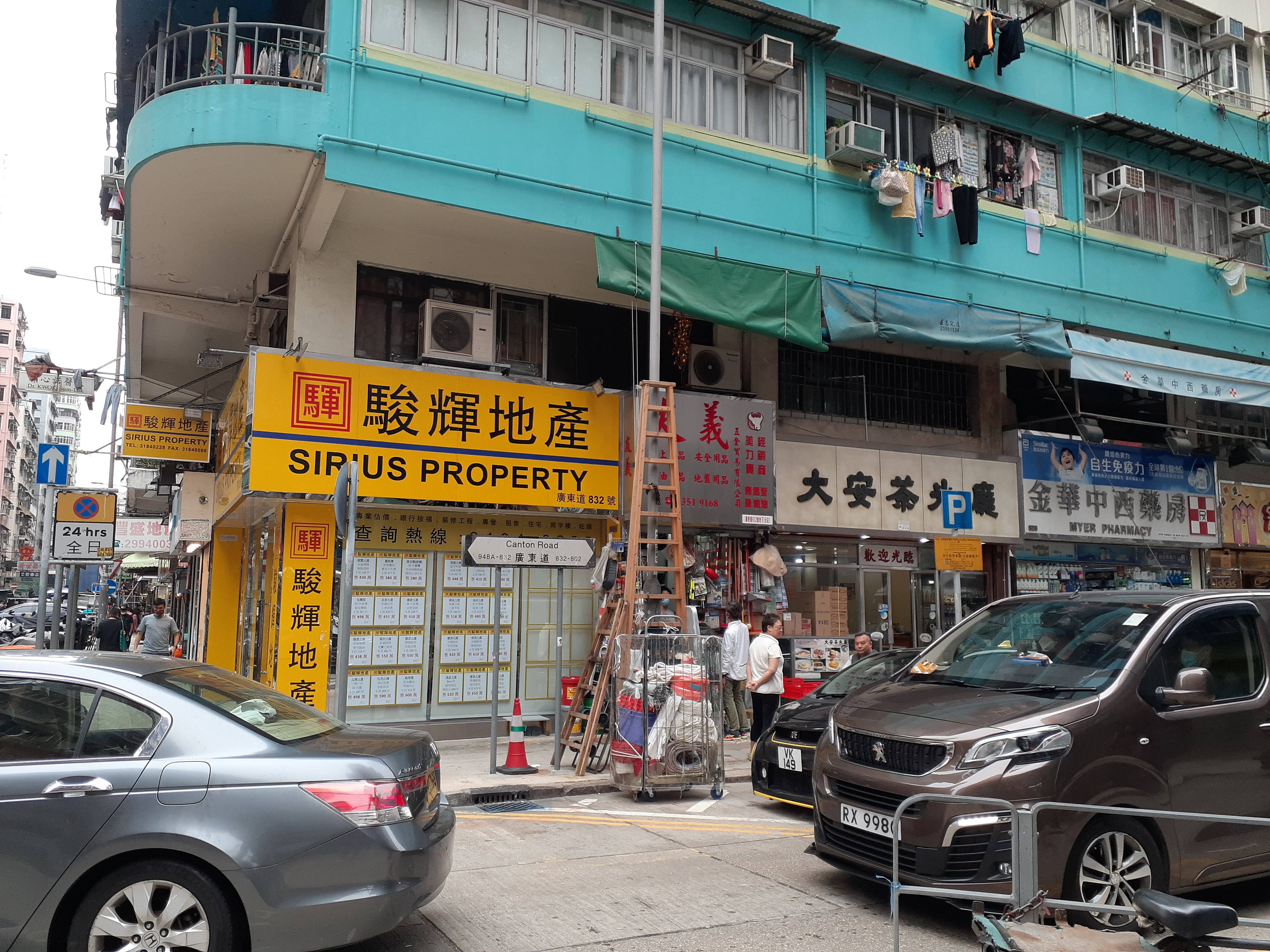
懸臂式露臺，俗稱「騎樓」
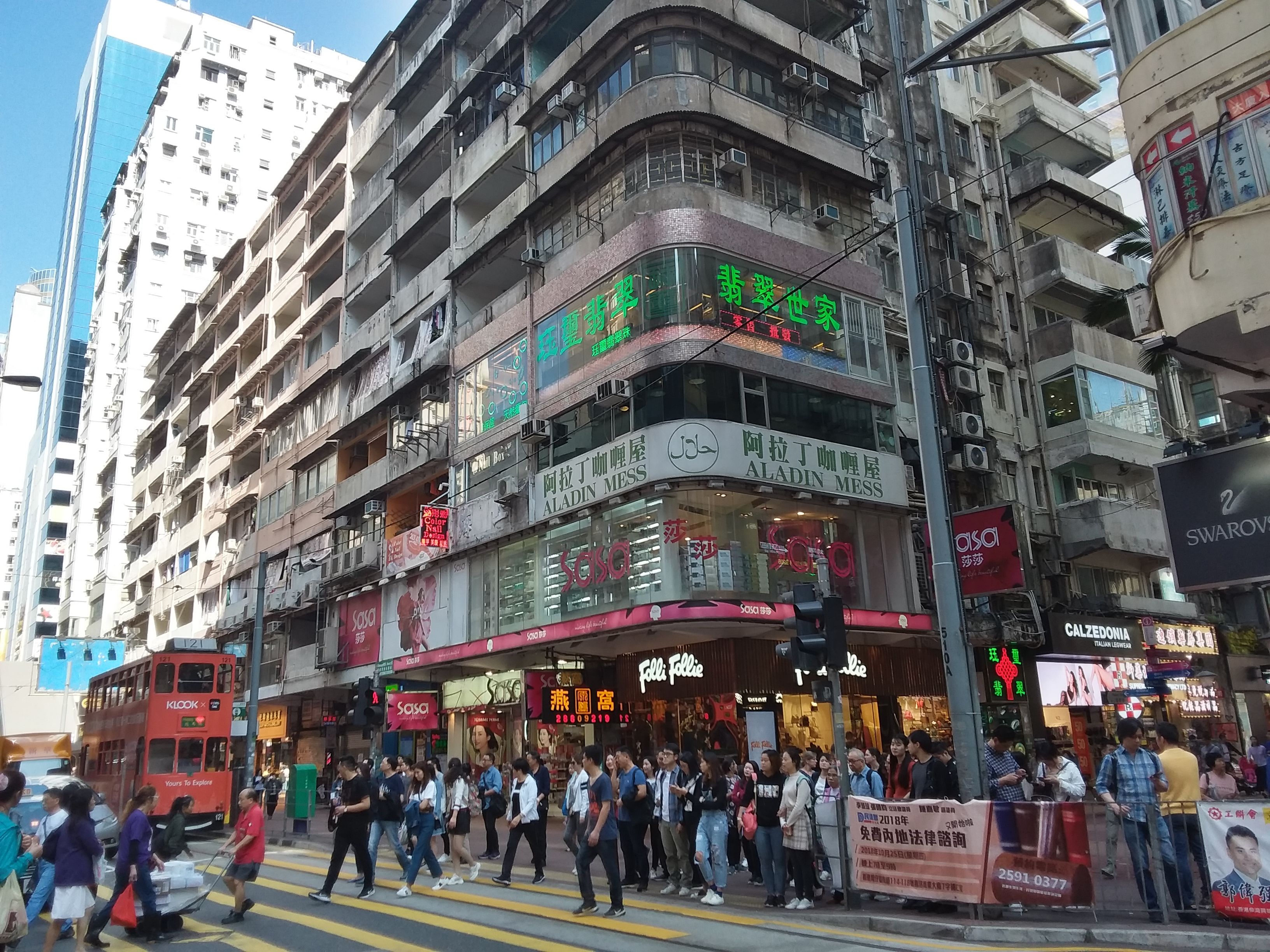
部份住戶會選擇圍封露臺
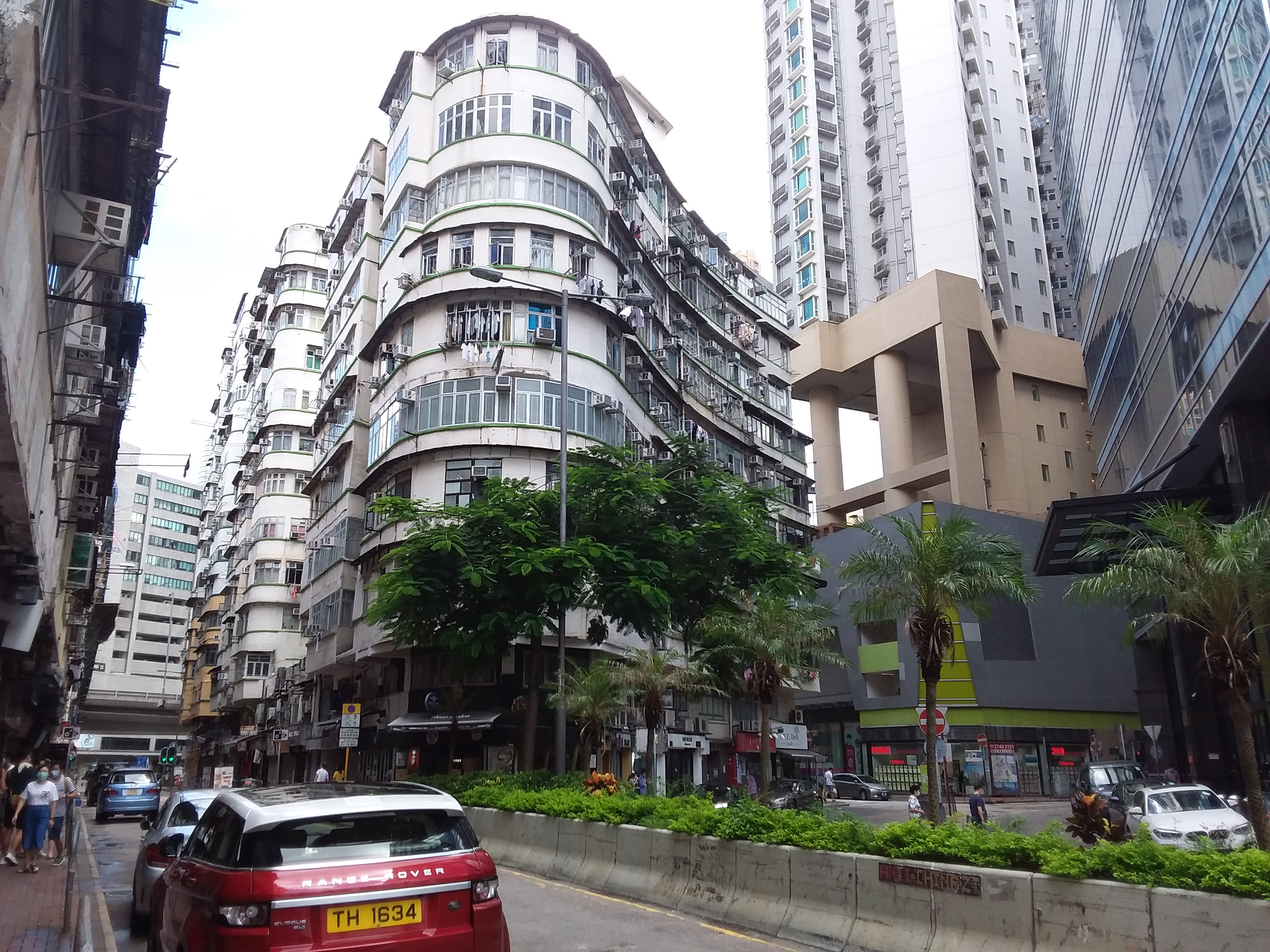
建築大量融入現代派元素
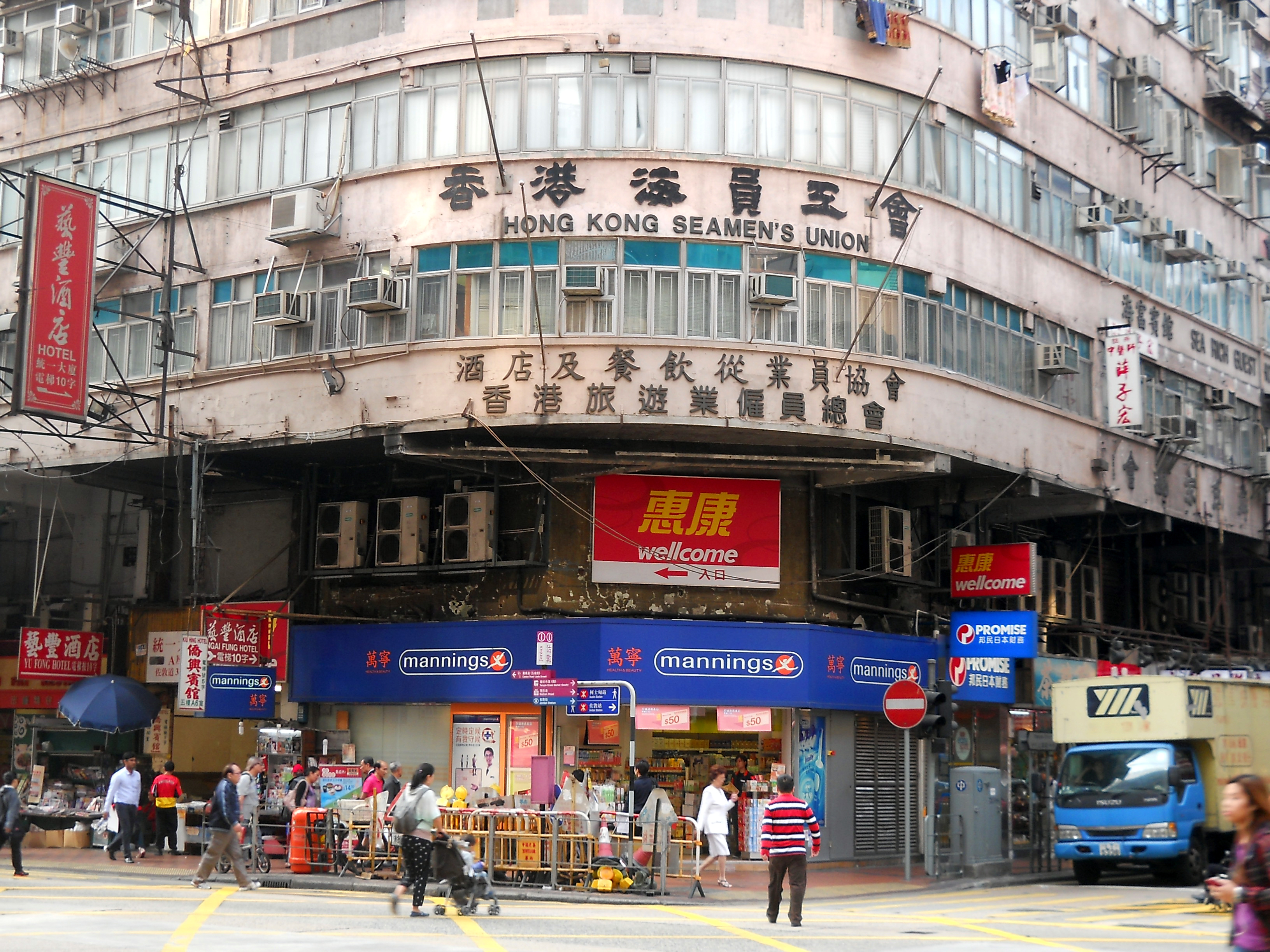
下舖上居而外牆刻有題字

## 現況
香港製造業已經式微，因此現今綜合用途建築物除保留住宅外，通常的商業用途包括：賓館、醫館、美容院、按摩院、宗親會、健身中心等。
現在很多舊區的商住樓宇都成為發展商收購的目標，以層數更多的純住宅或商業高樓取代，例如石硤尾巴域街及市區重建局的九龍城馬頭圍道/春田街重建項目等；亦因這類綜合用途建築物都建於20世紀中期，大部份會出現老化現象，業主會出資進行復修工程，以改善樓宇安全及甚至提升外部形象。

## 流行文化

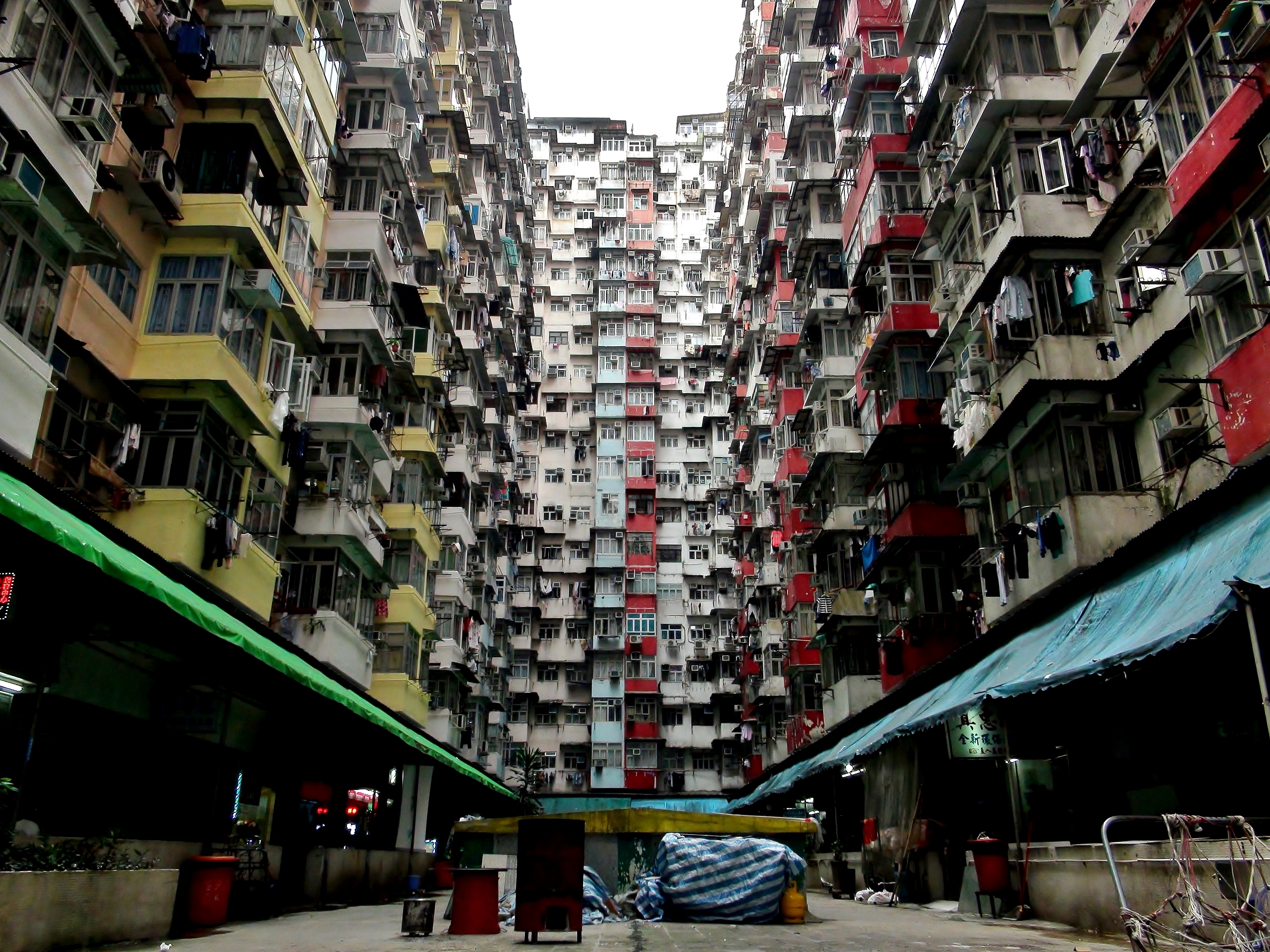
鰂魚涌的益發和益昌大廈是高密度的例子

不少以香港為題材的電影、電視及動漫遊戲，尤其是20世紀末期的作品，都會加入這類建築物作背景，而且街道兩旁掛滿霓虹燈招牌，來突顯香港高密度和多元化的城市元素。受影響或啟發的電影例子有《銀翼殺手》（1982年）、《攻殼機動隊》（1995年電影）；遊戲例子有《駭客入侵》（2000年）、《莎木 II》（2001年）、《香港秘密警察》（2012年）；電視動畫例子有《金田一少年之事件簿　香港九龍財寶殺人事件》（2014年），部份作品更是以數碼龐克（Cyberpunk）為主題的科幻故事。

## 著名例子

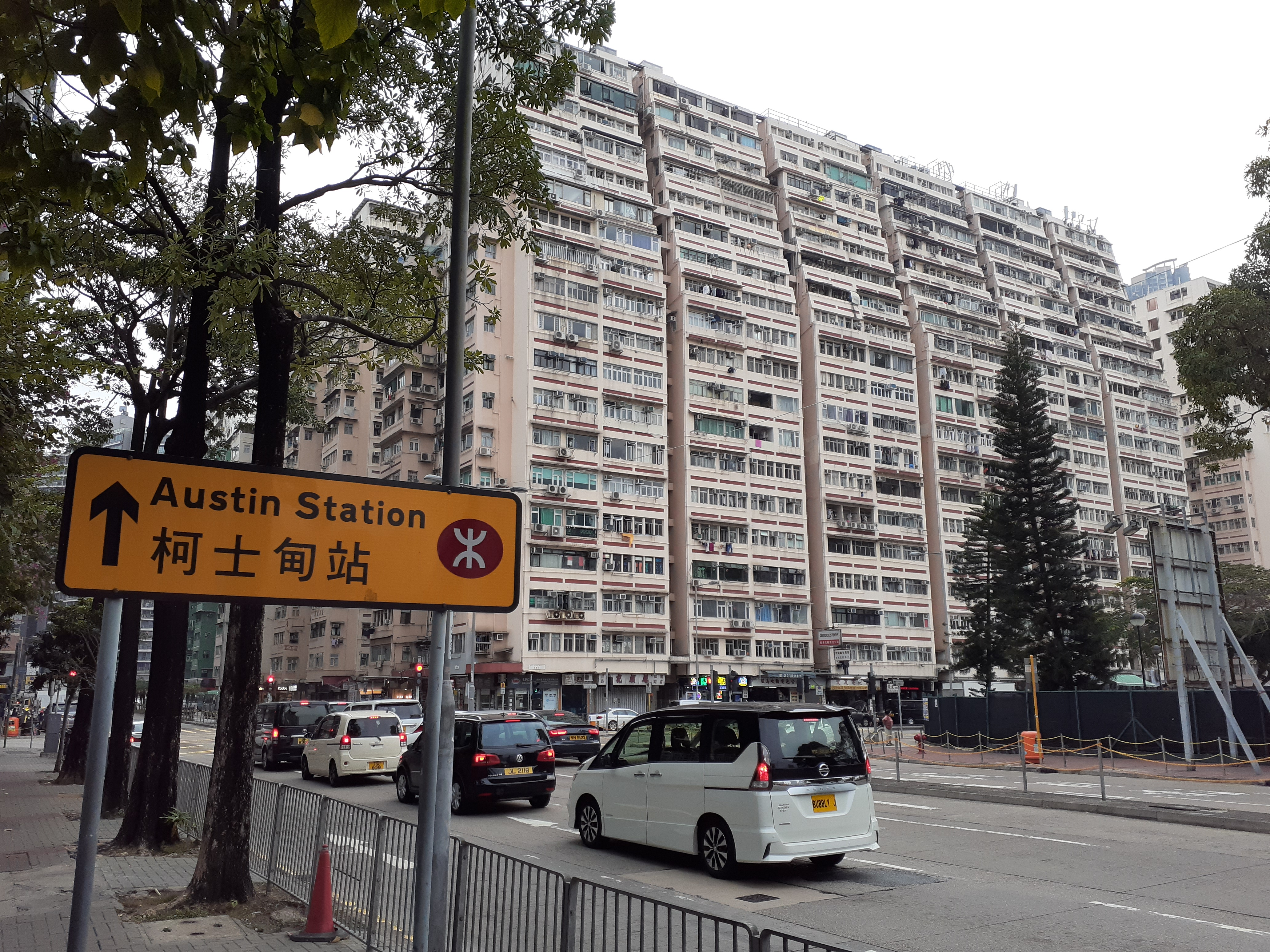
佐敦文華新村
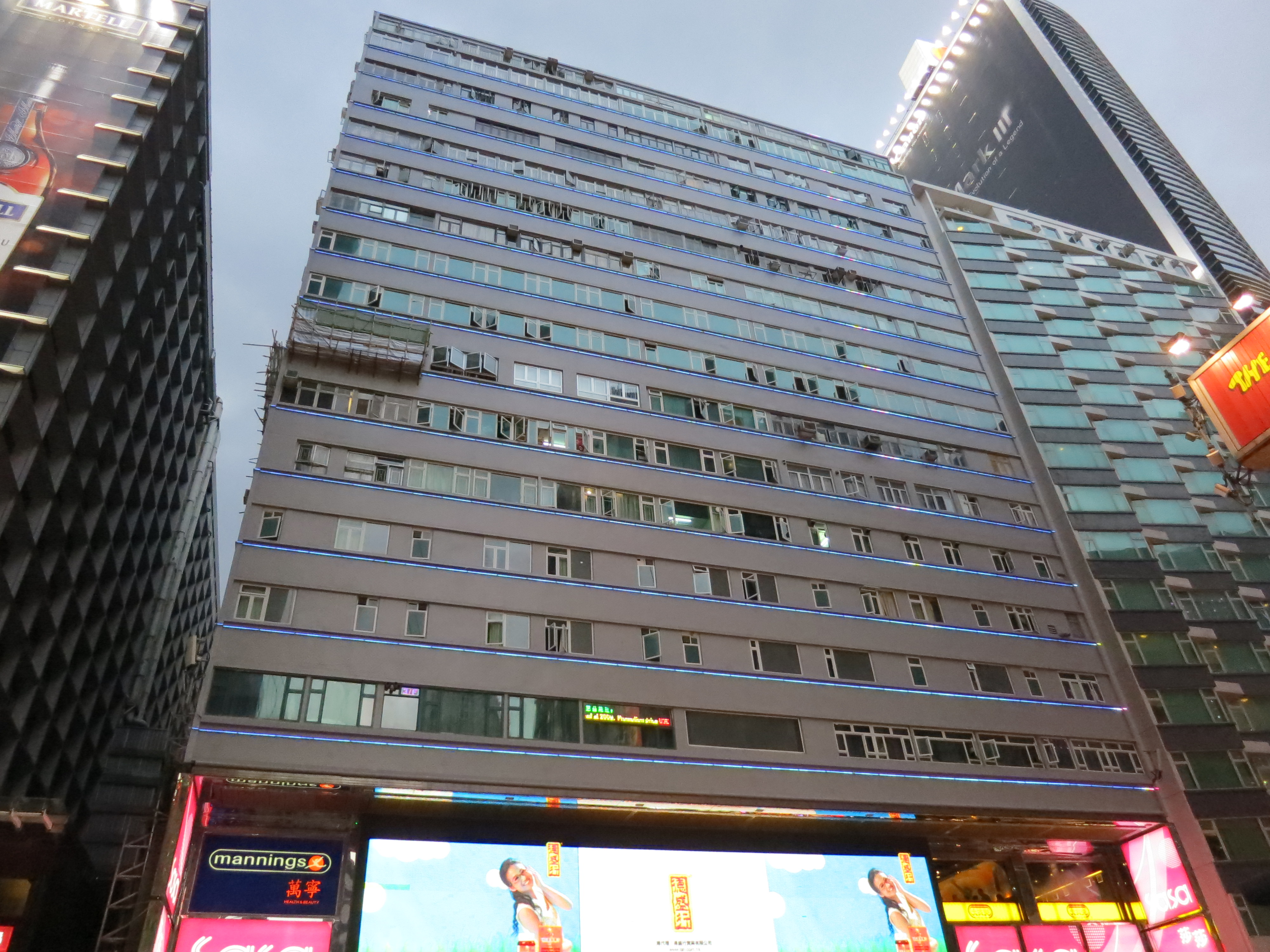
尖沙咀重慶大廈
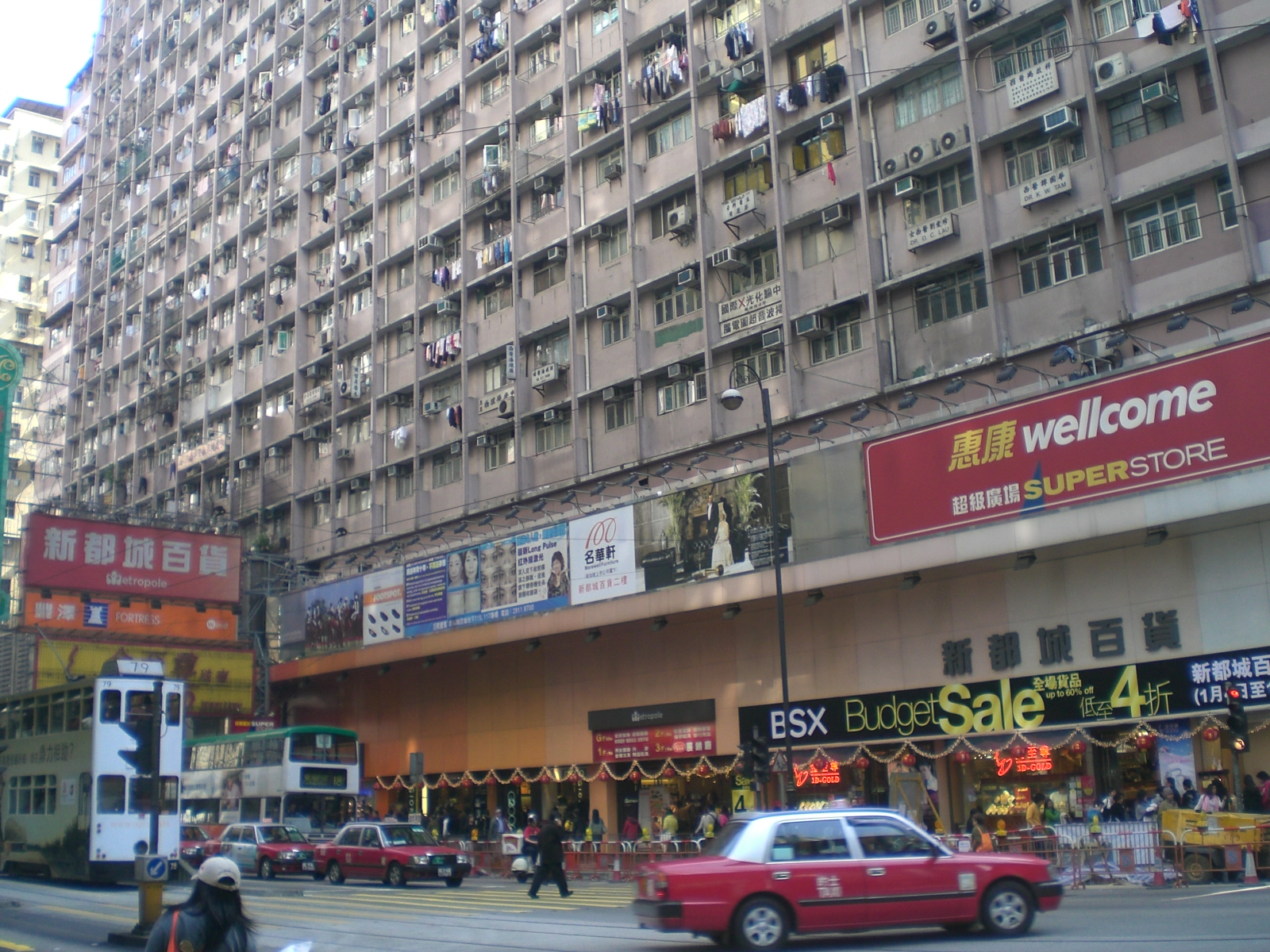
北角新都城大廈
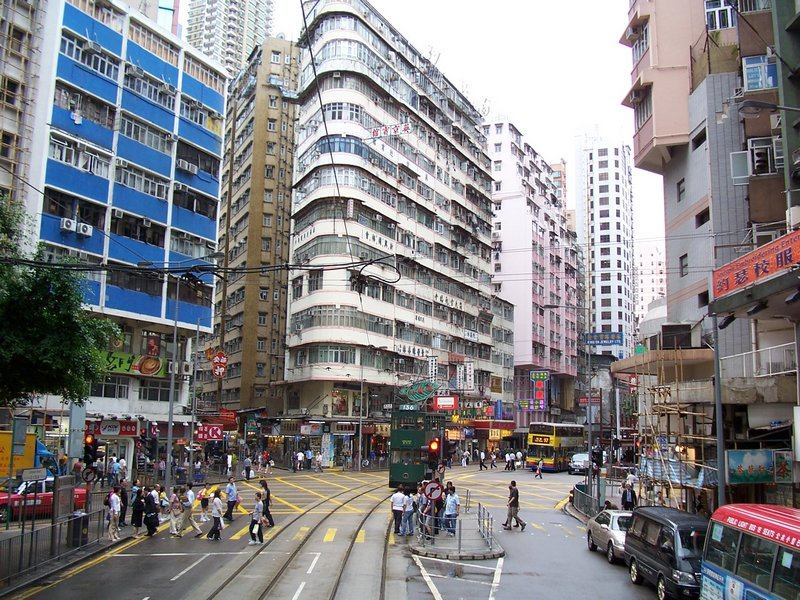
灣仔美華大廈

## 外部連結
1. 《建築物條例》（第 123 章），香港屋宇署
2. 《A Piece of Hong Kong's History: Composite Buildings》（页面存档备份，存于），Indesignlive.hk
3. 《The City in a Building: Composite Buildings in Hong Kong, 1950s-1970s》，香港大學建築學院